# Boeing 747–400
A Boeing 747–400-as szélestörzsű repülőgép a Boeing cég 747-es családjának a legnagyobb darabszámban eladott típusa. Noha a gép törzsének kialakításán és a négy hajtómű elrendezésén nem változtattak, ez a típus számtalan fejlesztés eredménye, amelyekkel egy hatékonyabb repülőgép létrehozása volt a cél. Legjellegzetesebb sajátossága az előző variánsokhoz képest a szárnyakra erősített 180 cm hosszúságú winglet. Ezt a kiegészítést egyedül a japán belföldi forgalomban használt változatoknál hagyták el.
A 747–400 fejlesztései közé tartozik a kétszemélyes, digitalizált, LCD kijelzőkkel felszerelt pilótafülke, az üzemanyag-takarékos hajtóművek, a vízszintes vezérsíkokba épített üzemanyagtartályok, valamint a szárnytöveknél átdolgozott, aerodinamikusabb burkolat. Az utastér kialakítása is változott némiképp, ami elsősorban a berendezések arculatán észlelhető, valamint teljesen átdolgozott utastájékoztató és szórakoztatórendszer teszi a repülést kényelmesebbé. A kupolaszint elrendezése lényegesen nem tér el a korábbi modelleknél megszokottakhoz képest. Maximális utasbefogadó képessége 660 fő (747–400D változat), és egyszeri feltöltéssel 14 200 km-t képes repülni.
A típust a Northwest Airlines állította szolgálatba elsőként a légitársaságok közül 1989. február 19-én. 2009 decemberében szállították le az utolsó Boeing 747–400 variánst, ezzel megszűnt a típus gyártása.
A típus utóda a Boeing 747–8 Intercontinental, amit 2022 decemberéig gyártottak.

## Kifejlesztése

### Tervek

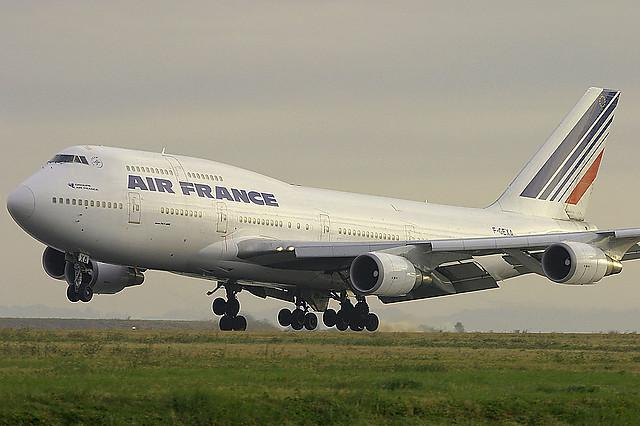
A Boeing 747 jellegzetes kupolájával (egyesek púpnak is becézik) összetéveszthetetlen a repülőgépek között

1970-es bevezetését követően a Boeing 747–100 modell páratlan népszerűségre tett szert a légiközlekedési piacon. Mivel ez volt az első szélestörzsű repülőgép a repülés történetében, megjelenésével sok évig tartó, piacvezető dominanciát szerzett a gyártójának. 1980-ban a Boeing bejelentette az új, megnövelt utasbefogadó képességű 747–300 típus gyártását, melynél standard elem volt a kupolaszinten kialakított utastér, míg az előző változatnál ez választható opció volt. Ez annyiban volt újdonság, hogy a nagyobb kapacitás érdekében a kupola közel kétszer olyan hosszú lett, mint az eredeti 747–100 változat esetén, így sokkal több ülést tudtak benne elhelyezni. Összességében semmilyen más újítást nem kínált az eredeti alaptípushoz képest, így a hatótávolságon sem változtattak. Ezzel egyidőben azonban a gépcsalád üzemeltetése egyre költségesebbnek bizonyult, figyelembe véve, hogy az üzemanyagok árai emelkedő tendenciát mutattak, a Boeing 747 pedig négy hajtóművel fogyasztotta azt, továbbá minden egyes járaton 3 fő teljesített szolgálatot a pilótafülkében (pilóta, másodpilóta és fedélzeti mérnök).
A változás szelét érzékeltette, amikor 1982-ben a Boeing bevezette a Boeing 757 és 767 ikerhajtóműves típusain a kétfős személyzetet, valamint a digitalizált, LCD kijelzőkkel felszerelt pilótafülkét. Ez az újdonság alapvető irányvonalat alakított ki a légiparban, hiszen már az Airbus is így kezdte gyártani az új, A340 típusát, hasonlóképpen a McDonnell Douglas MD–11-hez. Ekkoriban a 747–100, 747–200 és 747–300 (gyűjtőnevükön a Boeing 747 Classic-család) típusok összesített eladási száma elérte a 700-at, azonban csökkenő tendenciát mutatott. A tervezők elképzelésével ellentétben a 747–300 típus bevezetése nemhogy javította az eladási számokat, de inkább új, modernebb konkurenciát kapott a többi gyártótól, ezért a Boeing vezetése egy új változat kidolgozása mellett döntött.
1984-ben a Boeing vezetése öt szempontot sorakoztatott fel a tervezőknek: új technológia alkalmazása, átalakított utastér, 1900 km hozzáadott hatótáv, takarékosabb hajtóművek és 10%-kal csökkentett üzemeltetési költség. 1984 szeptemberben, a Farnborough-i Nemzetközi Légibemutató alkalmával a Boeing bejelentette az új készülő gépét (akkor még 747–300 továbbfejlesztett variáns néven hivatkoztak rá).
Egy évvel később, október 22-én a Northwest Airlines 10 db-os rendelésével elindult a típus gyártása. Ezt követte a többi légitársaság érdeklődése, így rendelést adott le a Cathay Pacific, a KLM, a Lufthansa, a Singapore Airlines, a British Airways, a United Airlines, az Air France és a Japan Airlines.

### Tesztelés és gyártás

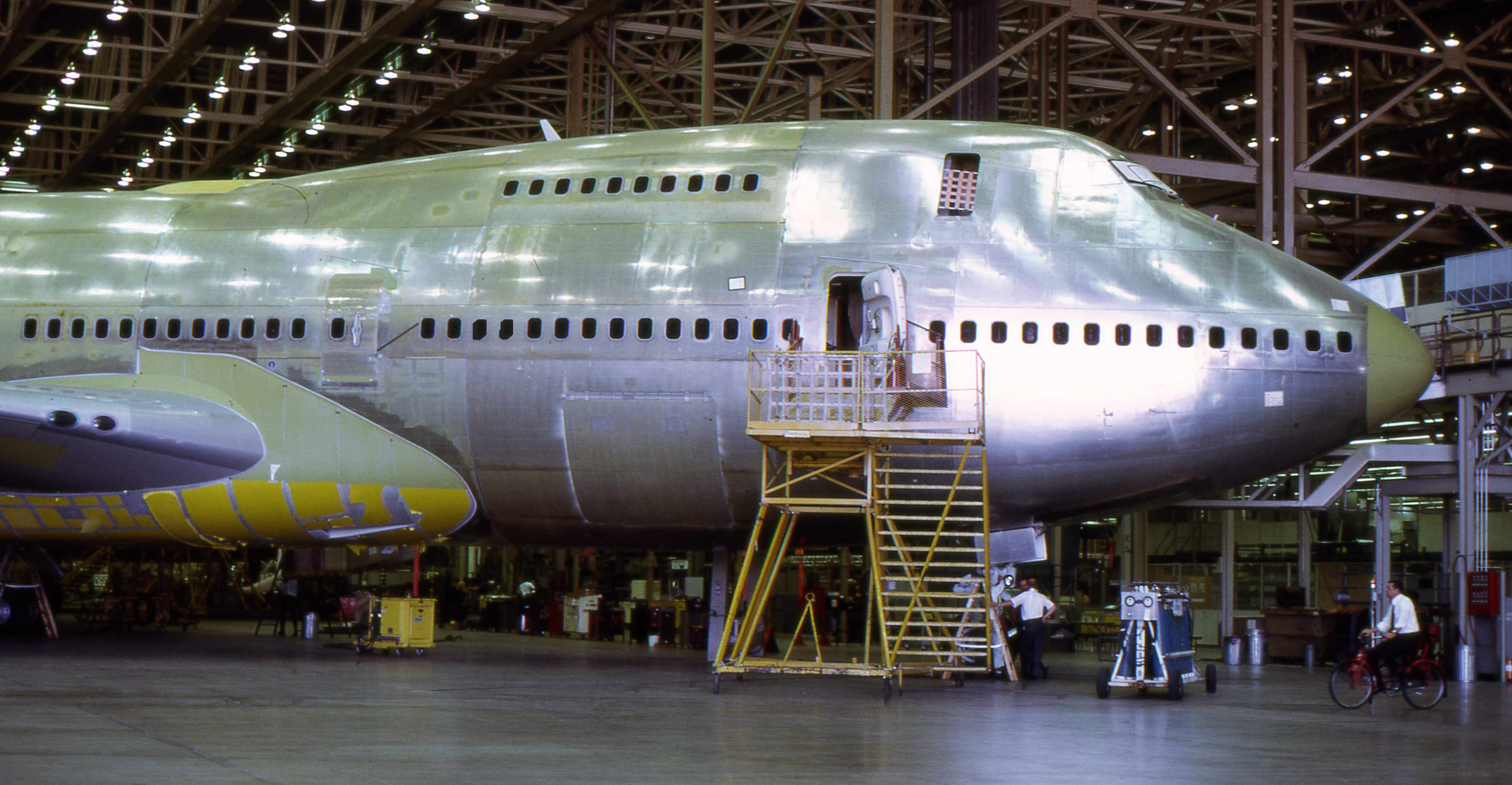
Gyártás alatt egy jumbo a Boeing Everettben lévő üzemében

A Boeing 747–400 tervek készítésében a gyártó együttműködött néhány légitársasággal, így tanácsokat kapott a British Airways, a Cathay Pacific, a Lufthansa, a KLM, a Northwest Airlines, a Singapore Airlines és a Qantas vállalatoktól. Eleinte a Boeing meggyőződése az volt, hogy nem érdemes nagyon változtatni a belső kialakításon, mert az csak növelné a költségeket. Ezzel ellentétben a légitársaságok drasztikusabb fejlesztéseket kértek, és legfontosabb lépésnek azt tartották, hogy bértakarékossági szempontból a pilótafülke személyzetét csökkentsék 2 főre, tehát a fedélzeti mérnök pozíciója felesleges.
A fejlesztések során bevezették a teljesen digitalizált műszerpaneleket, lecserélték a hibrid katódcsöves kijelzőket, és megtartották a 747 összes típusánál használt robotpilótát. A szárnyak 5,2 méterrel hosszabbak lettek, a légellenállás csökkentése céljából pedig wingletet kaptak. A szárnyak gyártásához új alumíniumötvözeteket használtak, így a nagyobb méret ellenére 2700 kg tömegcsökkenést értek el. A vízszintes vezérsíkokba két, egyenként 12 000 liter kapacitású üzemanyagtartályt építettek, ami 650 km extra hatótávot eredményezett. A futóművek szén alapú fékbetéteket kaptak, valamint nagyobb kerekeket szereltek fel rájuk. Az utastér belső kialakítása is korszerű anyagokból készült. Új hajtóműveket rendeltek a legnagyobb gyártóktól, így a légitársaságok rendeléskor választhattak a Pratt & Whitney PW4056, a GE CF6-80C2B1F és a Rolls Royce RB211-524G/H opciók közül. Az új hajtóművek takarékosabb üzemanyag-felhasználást jelentettek. A gép új segédhajtóművet (APU) is kapott, ami a korábbi változathoz képest 40%-kal kevesebbet fogyasztott.

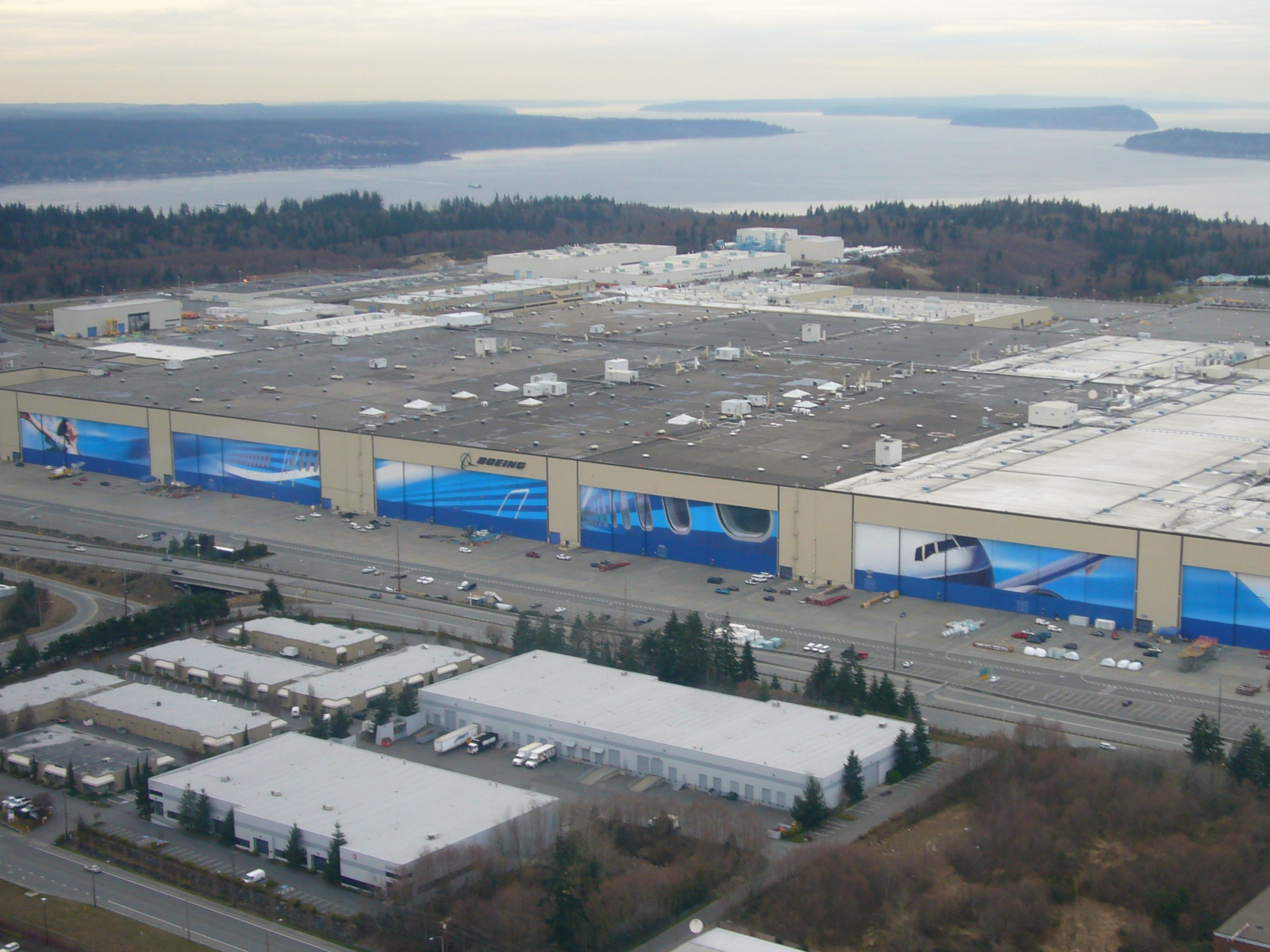
A Boeing összeszerelő üzeme

A gyártás a Boeing everetti üzemében kezdődött 1987 szeptemberében. A repülőgép alkatrészeinek több mint 50%-át szerződött vállalatok gyártották. Az előre legyártott elemeket a szállítást követően a Boeing üzemében szerelték össze. Az első elkészült Boeing 747–400 1988. január 26-án gurult ki az üzemből, míg ugyanezen a napon készült el Rentonban az első Boeing 737–400 is. Ezzel a Boeing történelmet írt. Mire az első 400-as jumbo elkészült, már több mint 100 megrendelést gyűjtött össze a Boeing.
1988. április 29-én szállt fel először James Loesch kapitány és Kenneth Higgins másodpilóta irányításában. Az első tesztrepülés hat hetet késett, mivel az alkatrészek nem érkeztek meg időben a beszállítóktól. A próbarepülés az üzemtől, a Paine Field repülőtértől indult és 2 óra és 26 perc elteltével Seattle-től délre, a King County nemzetközi repülőtér kifutópályáján ért véget.
A gyártás végén a Boeing apróbb akadályokba ütközött, amivel aztán az első 20 repülő leszállítása közel egy hónapot késett. A késés okaként a mosdók és konyhák beszerelésében, valamint a vészkijáratokat jelző címkék gyártásában felmerült nehézségeket jelölték meg. A valóságban azonban arról volt szó, hogy a gyártáshoz új munkaerőt kellett toborozni, akiknek nem volt megfelelő tapasztalatuk, kevés gyakorlott szakember jutott egy-egy csoportba, és emiatt a munka minősége nem érte el a követelményeket. Végül a kezdeti akadályok dacára sikerült a késést némileg behozni, és az első gépeket mindössze pár hetes késéssel átvehették a megrendelők.

### Bevezetés
1989. január 26-án a Northwest Airlines átvette az első forgalomképes Boeing 747–400 típust, ami február 9-én szállított először utasokat Minneapolis és Phoenix között. Pontosan 20 évvel korábban indult próbarepülésre az első 747–100-as változat.
1989. május 31-én újabb mérföldkőhöz ért a Boeing, amikor a Singapore Airlines Boeing 747–400-a elindult az első nemzetközi útjára Szingapúr és London között.
1989 májusában, mielőtt az első európai légitársaság, a KLM is átvette volna az első jumbóját, a JAA megtagadta a repülési engedély kiállítását. Arra hivatkoztak, hogy a gép kupolaszintjének padlózata nem elég erős, és beszakadhat egy hirtelen bekövetkező dekompresszió során. A Boeing válasza szerint a szerkezet ugyanabból az anyagból, ugyanazzal a technológiával készült, mint a korábbi, B747–300 variáns is. Válaszképpen a JAA emlékeztette a gyártót, hogy a gépek várható élettartama legalább 2020-ig kitart, ezért olyan anyagokat kell használni, amelyek elég erősnek bizonyulnak egy bombamerénylet esetén.
(Az öt hónappal korábban történt Lockerbie-i katasztrófa esete óvatosságra intette a hatóságokat.)
A kompromisszumot egy ideiglenes, feltételes engedély megadása jelentette, amely kötelezte a Boeinget, hogy két éven belül elkezdi beszerelni az újratervezett padlózatot a jumbók felső utasszintjébe. Ezzel az engedéllyel mind a KLM, mind pedig a Lufthansa időben átvehette az új gépeit. Egy hónappal később elkészült az új Boeing 747–400C (kombi) variáns is.
1991. március 18-án repült először a megnövelt utasbefogadó-képességű, belföldi repülésekre szánt Boeing 747–400D. Ezt a változatot a Japan Airlines állította forgalomba 1991. október 22-én. 1993 májusban a Cargolux átvette az első teherszállító Boeing 747–400F típust. Az 1990-es évek végére a Boeing párhuzamosan 4 változatot gyártott a 747-es családból.

## Formatervezés
A Boeing 747–400 külső megjelenésében az első újdonság – a korábbi változatokhoz képest – a hosszabb szárnyak, és a szárnyakra szerelt wingletek. A wingletpár 3%-kal hosszabb hatótávot, jobb felszállási teljesítményt és nagyobb utazómagasságot eredményezett. A szárnyfesztáv növelésével a belépőéleken helyet kapott egy-egy új orrsegédszárny. Üresen a repülőgép váza könnyebb, mint a korábbi típusoké, azonban teljes berendezéssel (kárpit, ülések, csomagtartók stb.) nehezebb, ugyanakkor erősebb és ellenállóbb. A futómű szerkezet sokat nem változott a fejlesztés során, az eltérést mindössze az adja, hogy a korábbi acél fékeket szén alapúra cserélték, ezzel összesen mintegy 820 kg tömegcsökkenést érve el.
A pilótafülke LCD kijelzők és központi hibajelzők (EICAS) beszerelésével újult meg. A fedélzeti mérnök szerepe és helye a pilótafülkében megszűnt, ezzel egyidejűleg a műszerfal teljes arculati átalakuláson esett át, a korábbi kapcsolók és kijelzők száma a harmadával csökkent az egyszerűbb és átláthatóbb irányítás érdekében. A korábban fedélzeti mérnök által végzett feladatokat egy – a Honeywell vállalat által kifejlesztett – számítógépbe táplálták, melynek az a feladata, hogy segítse a pilótákat az optimális repülési magasság és útvonal megtervezésében. A műszerfal kiegészült továbbá egy – Rockwell-Collins fejlesztésű – műszaki hibaelhárító egységgel, amely a vészhelyzeti problémák kezelését hivatott segíteni.
Az utastér burkolata új anyagokból készült, a vizuális élményt hőálló, fenolalapú műanyagból készült ablakok biztosították, nagyobb térfogatú fedélzeti csomagtartókat szereltek be és a kabin belső borítása szénszálas kompozit elemekkel újult meg. A repülés élményét a mérnökök új, kibővített utastájékoztató és szórakoztatórendszerrel (ACESS) fokozták, amely 18 hangcsatornát, 4 utastájékoztató sávot, kabinszekciók közti telefonos kapcsolatot és korszerű kabinvilágítást tartalmazott. A távolsági utak miatt az utaskísérők személyzeti hálófülkéket kaptak. Ezek közül nyolc darab a farokrészben, az utastér feletti helyiségben kapott helyet, amelyet kis létrán tudtak megközelíteni, míg a másik hálóhelyiség a felső szinten, közvetlenül a pilótafülke mögé került.

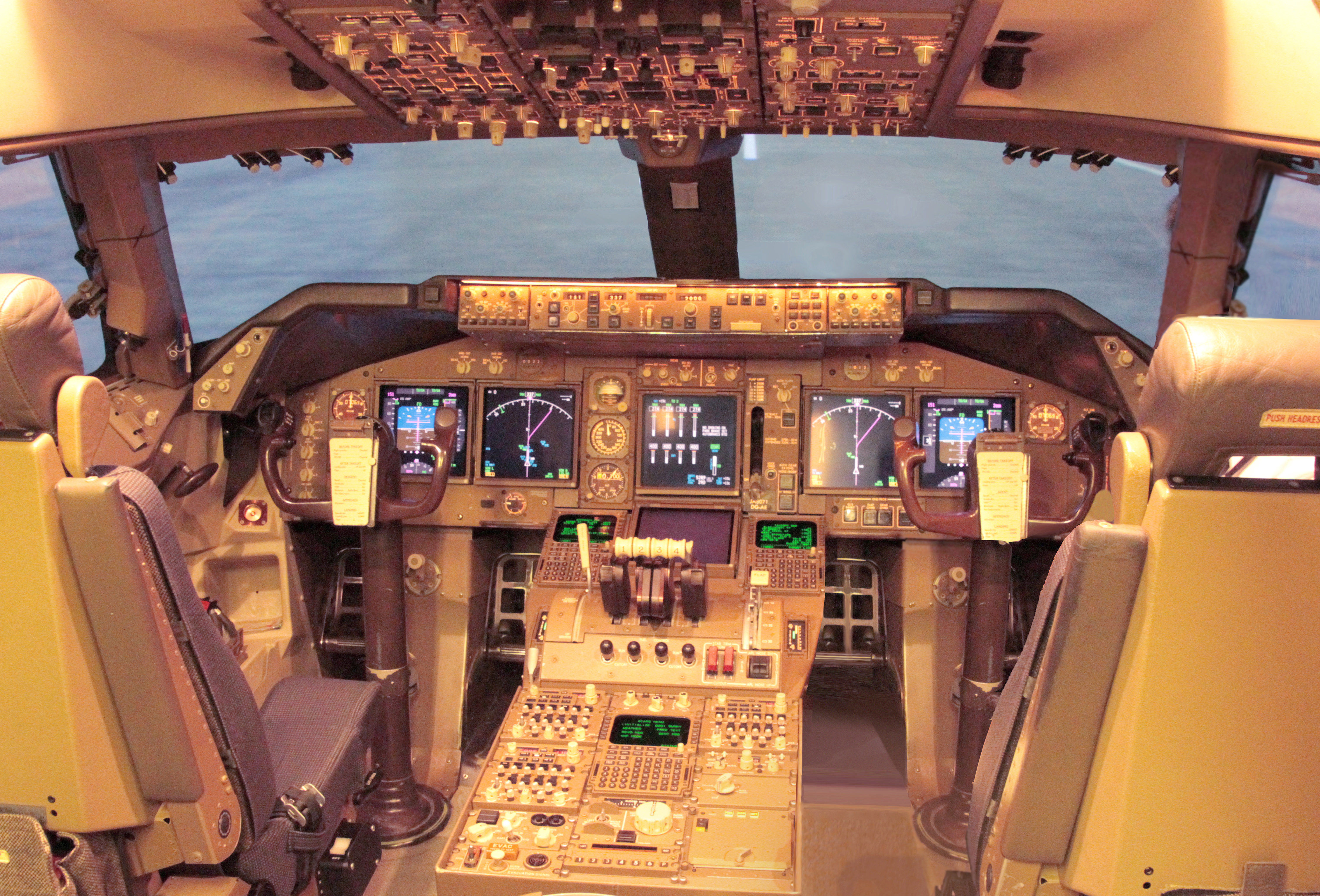
Japan Airlines, Boeing 747–400 pilótafülke
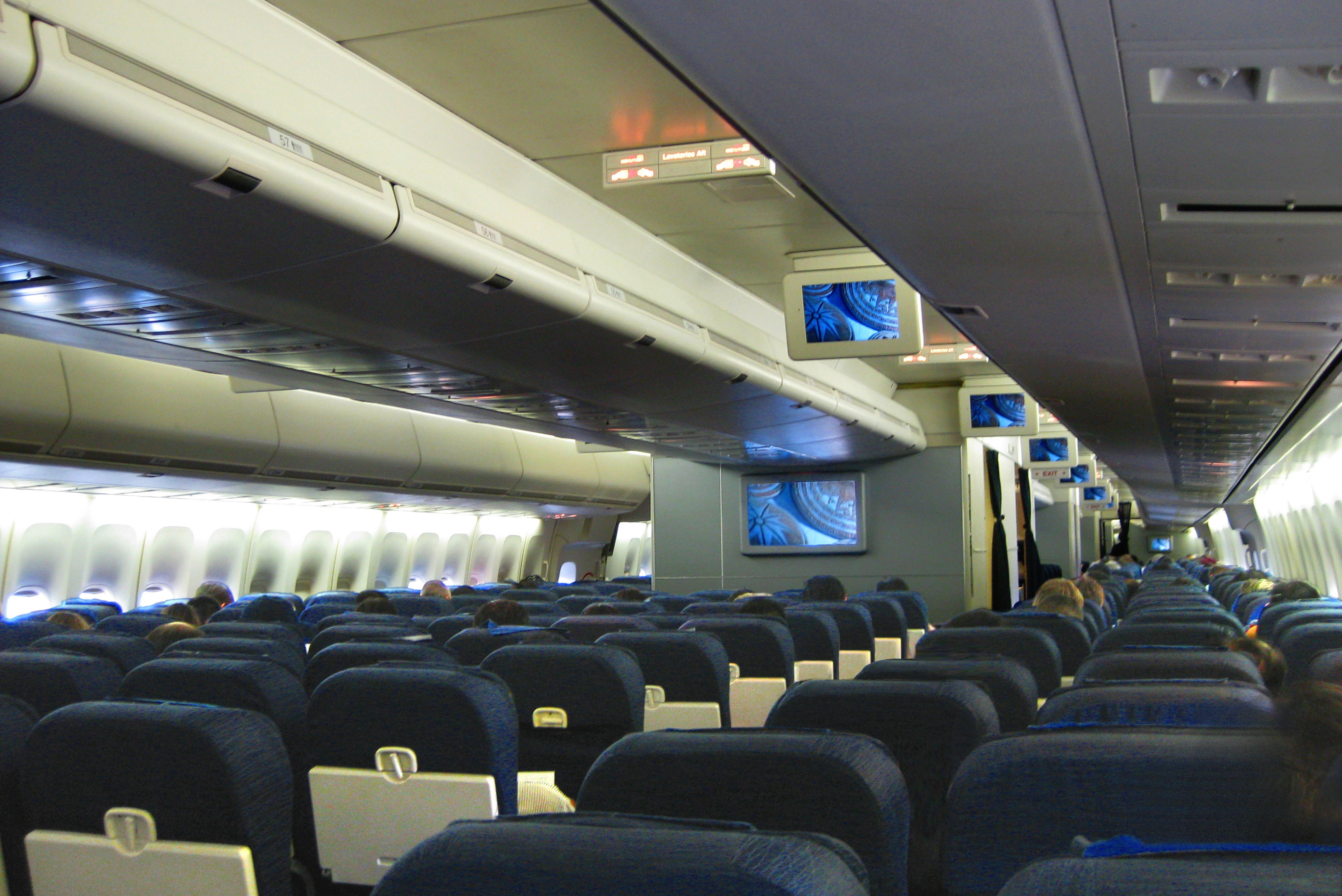
United Airlines turista osztály
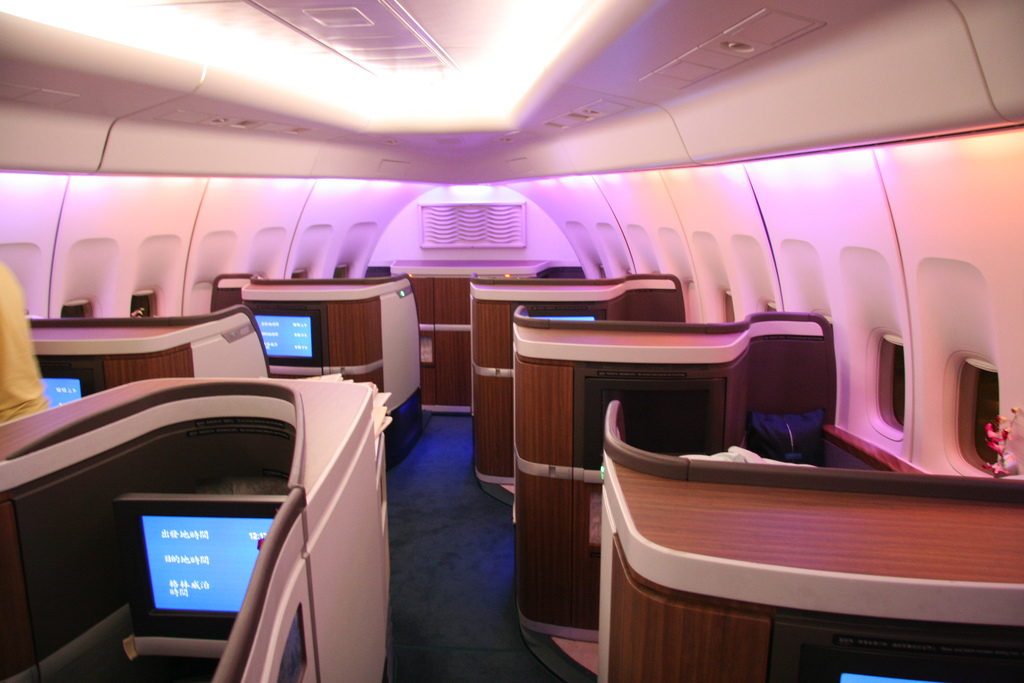
Cathay Pacific első osztály (orrszekció)
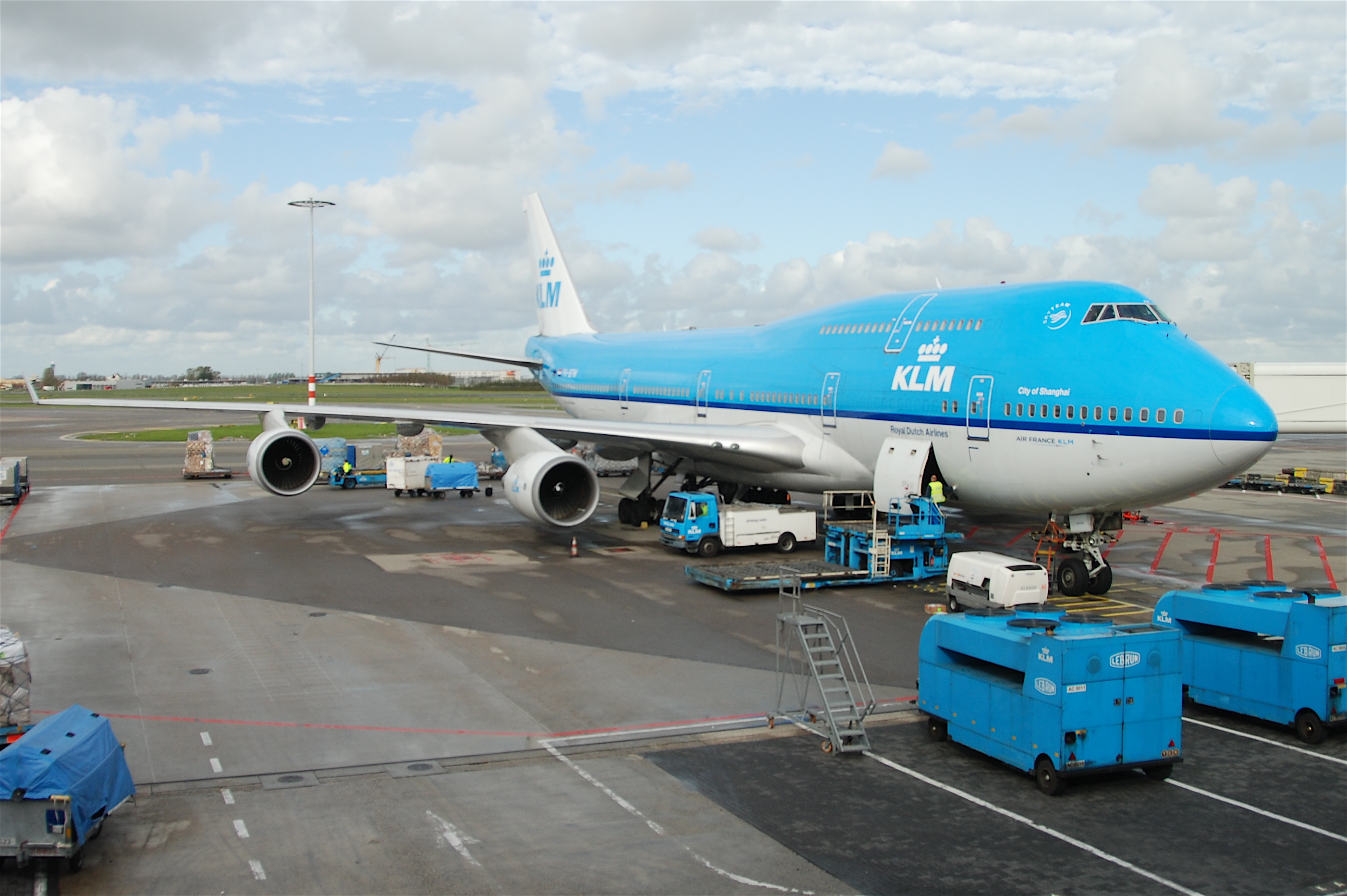
KLM B747–400 Schipholon

## Altípusok

### 747–400
Hasznosítási formája: utasszállító.
A korszerű elemekkel újratervezett Boeing 747–400 utasszállítóból 442 darabot gyártott a Boeing.
A típusból a legtöbbet a British Airways üzemelteti 2013-ban (55 db), azonban a flotta cseréje folyamatban van.
1989-ben a Qantas távolsági repülés rekordot állított fel, amikor leszállás nélkül Londonból Sydney-be repült. Az út 20 óráig és 9 percig tartott, a megtett távolság 18 000 km volt. A járat utasok és rakomány nélkül repült, a gépet akkor kézbesítette a Boeing.
A típus – 2013 augusztusig bezárólag – az alábbi balesetek részese volt.
| Dátum      | Lajstrom | Légitársaság       | Helyszín                                             | Sérültek | Halottak | Baleset |
| ---------- | -------- | ------------------ | ---------------------------------------------------- | -------- | -------- | --- |
| 1993-11-04 | 9V-SPK   | China Airlines     | Csang Kaj-sek (Chiang Kai-shek) nemzetközi repülőtér | 23       | 0        | A pilóta túlhaladva a landoló zónán későn ért kifutópályát, nem tudott időben megállni. A repülő túlfutott a kifutópályán és a tengeröbölben állt meg.     |
| 2000-10-31 | B-165    | Singapore Airlines | Kajtak (Kai Tak) nemzetközi repülőtér                | 82       | 87       | A pilóták tévesen kiválasztott kifutópályán kísérelték meg a felszállást. A kifutópálya felújítás alatt állt. A repülő munkagépnek ütközött és kigyulladt. |

A típus gyártásának befejeztével a piaci igényeket utóda, a továbbfejlesztett Boeing 747–8 elégíti ki.

#### Műszaki specifikációk
| Típus                    | B747–400                                                                          |
| ------------------------ | --------------------------------------------------------------------------------- |
| Hasznosítás              | Utasszállító                                                                      |
| Kapacitás                | 524 (EC+BC) / 416 (FC+EC+BC)                                                      |
| Hossz                    | 70,6 m                                                                            |
| Magasság                 | 19,4 m                                                                            |
| Szárnyfesztáv            | 64,4 m                                                                            |
| Utastér szélessége       | 6,1 m                                                                             |
| Utazósebesség            | 913 km/h                                                                          |
| Max. felszálló tömeg     | 396 890 kg                                                                        |
| Max. üzemanyag-kapacitás | 216 840 liter                                                                     |
| Rakomány                 | 170,5 m³ / 151 m³                                                                 |
| Hajtómű                  | Pratt & Whitney PW4062 / Rolls-Royce RB211-524H2-T / General Electric CF6-80C2B5F |

EC = Economy (turista osztály), BC = Business (üzleti osztály), FC = First Class (első osztály)
Rakomány elosztása: 30 db LD-1 konténer = 170,5m³, vagy 5 db raklap + 14 db LD-1 konténer + ömlesztett rakomány 244 × 318cm-es tárolóban = 151 m³

### 747–400F
A Boeing 747–400F a 400-as család teherszállító változata. A sorozat újításait magában foglalja, ezen felül a szerkezetében mindössze annyi az eltérés, hogy a kupolaszintje rövidebb, a Classic változatok méretével megegyező. Ennek a súlymegtakarítás az oka. Első alkalommal 1993. május 4-én repült, és a Cargolux flottájában állt először szolgálatba 1993. november 17-én.
Főbb üzemeltetői:  Atlas Air,  Cargolux,  China Airlines,  Korean Air,  Nippon Cargo Airlines,  Polar Air Cargo,  Singapore Airlines.
Legszembetűnőbb különbség a 747–400 személyszállító változathoz képest a fedélzet ablakainak hiánya és a rövidebb kupola (púp).
A repülőgép hasznosítási módját könnyítendő, a főfedélzet egy felhajtható orrajtót és mechanikus rakodó rendszert kapott. Az orrajtó felhajtását követően a konténereket vagy raklapra erősített árut a rakodó rendszer – motorral működtetett – görgőkön továbbítja a gép belsejébe. A Boeing összesen 126 db Boeing 747–400F típust gyártott 2013 augusztusáig bezárólag, ezek közül az utolsót a Nippon Cargo Airlinesnak kézbesítette.
A típus – 2013 augusztusáig bezárólag – az alábbi balesetek részese volt.
| Dátum      | Lajstrom | Légitársaság          | Helyszín                                                         | Sérültek | Halottak     | Baleset |
| ---------- | -------- | --------------------- | ---------------------------------------------------------------- | -------- | ------------ | --- |
| 2010-09-03 | N571UP   | United Parcel Service | Dubaj                                                            | 0        | 2 (mindenki) | A felszállást követően a személyzet a raktérben észlelt tüzet jelzett a légi irányításnak. Másodpercekkel később a gép földnek csapódott. |
| 2011-07-28 | HL7604   | Asiana Airlines       | Kelet-kínai-tenger, Csedzsu (Jeju) szigettől nyugatra, Dél-Korea | 0        | 2 (mindenki) | Tűz a raktérben |

#### Műszaki specifikációk
| Típus                    | B747–400F                                                                         |
| ------------------------ | --------------------------------------------------------------------------------- |
| Hasznosítás              | Teherszállító                                                                     |
| Főfedélzet kapacitása    | 605 m³ - 30 raklap (244 cm x 318 cm)                                              |
| Alsó fedélzet kapacitása | 159 m³ (32 db LD-1 konténer)                                                      |
| Ömlesztettáru-kapacitás  | 15 m³                                                                             |
| Hossz                    | 70,6 m                                                                            |
| Magasság                 | 19,4 m                                                                            |
| Szárnyfesztáv            | 64,4 m                                                                            |
| Utastér szélessége       | 6,1 m                                                                             |
| Utazósebesség            | 901 km/h                                                                          |
| Max. felszálló tömeg     | 396 900 kg                                                                        |
| Max. üzemanyag-kapacitás | 216 840 liter                                                                     |
| Hajtómű                  | Pratt & Whitney PW4062 / Rolls-Royce RB211-524H2-T / General Electric CF6-80C2B5F |

### 747–400M
A Boeing 747–400M a gépcsalád kombi változata, amelynek a fedélzete utasszállító + teherszállító (a törzset vastag fallal elválasztva), vagy csak teherszállító formátumban használható. A variánst a gyártó átalakító eszközökkel értékesíti, így az üzemeltető igényeinek megfelelően, a saját hangárjában átalakíthatja használat előtt. A géptörzs hátuljára egy lehajtható ajtót szereltek az áruk könnyebb rakodása érdekében. További jellemzők még a megerősített padlózat és a tűzvédelmi berendezések, valamint a padlózatba szerelt görgők, amelyeken a konténereket minimális erőfeszítéssel lehet a gép belsejébe juttatni.
1989. június 30-án a KLM légitársaság állította üzembe először és a variáns utolsó darabját is a KLM vette át 2002. április 10-én.

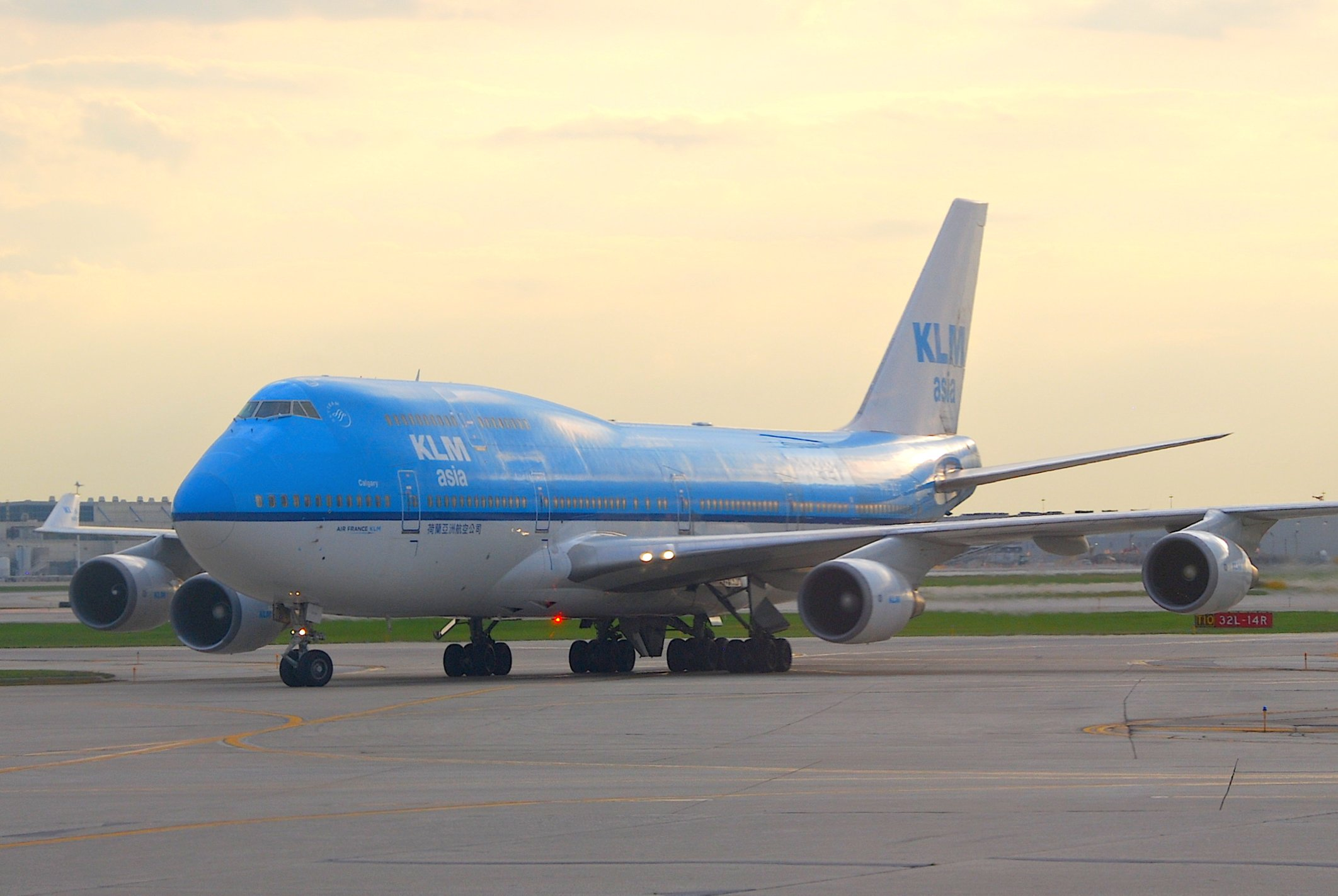
A KLM 17 db Boeing 747–400M variánst vásárolt

Összesen 61 darab készült belőle.
Főbb üzemeltetők az  Air China,  Asiana Airlines,  EVA Air és a  KLM.

#### Műszaki specifikációk
| Típus                           | B747–400M                                                                         |
| ------------------------------- | --------------------------------------------------------------------------------- |
| Hasznosítás                     | Utas ésvagy teherszállító                                                         |
| Csak utasszállító kapacitása    | 410 fő (EC+BC+FC)                                                                 |
| Kombi (utas + teher) kapacitása | 266 fő (EC+BC+FC) + 7 raklap                                                      |
| Csak teher kapacitás            | 295 m³, 14 LD-1 konténer, 7 főfedélzeti raklap, 5 alsó fedélzeti rkp.             |
| Hossz                           | 70,6 m                                                                            |
| Magasság                        | 19,4 m                                                                            |
| Szárnyfesztáv                   | 64,4 m                                                                            |
| Utastér szélessége              | 6,1 m                                                                             |
| Utazósebesség                   | 910 km/h                                                                          |
| Max. felszálló tömeg            | 396 890 kg                                                                        |
| Max. üzemanyag-kapacitás        | 216 840 liter                                                                     |
| Hajtómű                         | Pratt & Whitney PW4062 / Rolls-Royce RB211-524H2-T / General Electric CF6-80C2B5F |

EC=Economy (turista osztály), BC=Business (üzleti osztály), FC=First Class (első osztály)

### 747–400D
A Boeing 747–400D kifejezetten a japán piaci igények kielégítését szolgálja, jelesül, belföldi nagyvárosok között nagy tömegek szállítására készült. A variánsra tipikusan a megnövelt utaskapacitás jellemző, amit az ülések sűrűbb elhelyezésével (több sor, kisebb széktávolság) értek el. Lévén, hogy belföldi járatokról van szó, a kis széktávolság 1-2 órás repülési idő alatt nem okoz túl nagy kényelmetlenséget. A variáns legnagyobb kapacitása 660 fő (csak turista osztály), de létezik 568 fő befogadására kialakított két osztályos (üzleti + turista) módozata is.
A típusra nem szereltek wingleteket, hiszen rövid távú utakon nincs különösebb aerodinamikai előnye, ugyanakkor növeli a gép súlyát és árát. Igény szerint átalakítható B747–400LR (megnövelt hatótávú) típussá.
Küllemében a Boeing 747–300 változatra hasonlít, azonban a kupola hosszabb, több ablakkal, és a kupola hátuljába is üléseket helyeztek el. A toldás révén alakítható át megnövelt hatótávú változattá úgy, hogy az utolsó 4 sor helyére fedélzeti konyha (galley) kerül kibővített tároló rekeszekkel, amelyekben az előre elkészített étel kap helyet.
A variánsból 19 darabot gyártott a Boeing, ebből 8 db a Japan Airlines és 11 db az ANA tulajdonába került.
Az utolsó példányt az ANA vette át 1995. december 11-én.

#### Műszaki specifikációk
| Típus                    | B747–400D                                             |
| ------------------------ | ----------------------------------------------------- |
| Hasznosítás              | Utasszállító                                          |
| Utaskapacitása           | 568 fő (EC+BC+FC)                                     |
| Teherkapacitása          | 703 m³                                                |
| Maximum hatótávolság     | 2905 km                                               |
| Hossz                    | 70,6 m                                                |
| Magasság                 | 19,4 m                                                |
| Szárnyfesztáv            | 59,6 m                                                |
| Utastér szélessége       | 6,1 m                                                 |
| Utazósebesség            | 910 km/h                                              |
| Max. felszálló tömeg     | 378 182 kg                                            |
| Max. üzemanyag-kapacitás | 204 355 liter                                         |
| Hajtómű                  | Pratt & Whitney PW4062 / General Electric CF6-80C2B5F |

### 747–400ER/ERF/BCF
A Qantas légitársaság 6 darabos rendelésével a Boeing 747–400ER (Extended Range: megnövelt hatótávolság) variáns gyártása 2000. november 28-án kezdődött. Ebből a változatból nem is készült több. A típus 805 km extra távolság megtételére, vagy 6800 kg-mal több teher szállítására képes az alap 747–400 variánshoz képest. Az első példányt 2002. október 31-én vette át a Qantas. A megnövelt hatótávot további – lépsejtek szerkezetéről mintázott – mikrocellás üzemanyagtartályok beépítésével érték el, melyek a csomagtér első felében kaptak helyet.
A Boeing 747–400ERF az „ER” variáns mintájára, ez esetben teherszállítási célból készült. A típussal az üzemeltetői vagy 9980 kg extra rakományt szállíthatnak, vagy 972 km-rel hosszabb távra repülhetnek a 747–400F változathoz képest. Legnagyobb hatótávolsága 9200 km, ami maximális teherkapacitással értendő. Ez pontosan 525 km-rel több, mint az „F” változat esetén. A nagyobb terhelés miatt erősebb a géptörzs, a szárny egyes részei, a futóművek, valamint nagyobb kerekeken gurul. Az első 747–400ERF 2002. október 17-én gurult ki a gyártósorról az Air France megrendelésére.
Összesen 40 darab készült belőle.
Az utolsó példány a  Kalitta Air számára készült, amelyet 2009. december 22-én szállítottak le.
A Boeing 747–400BCF (Boeing Converted Freight) nem új típust jelent, hanem az alap 747–400 utasszállító variáns átalakításával készül. A műveletet a Boeing szerződéses partnerei a Xiamen Gaoqi nemzetközi repülőtér szerelőhangárjában végzik. Az első ilyen példány a Cathay Pacific számára készült 2005. december 19-én.
A típus – lévén, hogy utasszállító átalakításával készül – nem tartalmaz felnyitható orrajtót, a rakomány a géptörzs oldalán található ajtókon át rakodható ki/be.
Balesetek:
| Dátum      | Lajstrom | Légitársaság      | Helyszín                      | Sérültek | Halottak     | Baleset |
| ---------- | -------- | ----------------- | ----------------------------- | -------- | ------------ | --- |
| 2013-04-29 | N949CA   | National Airlines | Parwan tartomány, Afganisztán | 0        | 7 (mindenki) | A felszállást követően a repülőgép földbe csapódott. Az esemény bejárta a világsajtót, és a YouTube egyik legnézettebb videója lett. Előzetes vizsgálatok arra a következtetésre jutottak, hogy a rakomány helytelen súlyelosztása miatt a repülő instabillá vált. A hivatalos vizsgálati eredmény megerősítette a felvetést, mely szerint felszállás után a raktérben lévő hadi járművek a helytelen rögzítés miatt elmozdultak az eredeti helyükről, kritikusan eltolták a repülőgép súlypontját, ettől az irányíthatatlanná vált, és átesett. |

#### Műszaki specifikációk
| Típus                    | B747–400ER                         | B747–400ERF                                                                         |
| ------------------------ | ---------------------------------- | ----------------------------------------------------------------------------------- |
| Hasznosítás              | Utasszállító                       | Teherszállító                                                                       |
| Utaskapacitása           | 416 fő (EC+BC+FC) / 524 fő (EC+BC) | 0                                                                                   |
| Teherkapacitása          | 158,6 m³                           | 112 630 kg: főfedélzeten 605 m³ (30 raklap), csomagtérben 159 m³ (32 LD-1 konténer) |
| Maximum hatótávolság     | 14 205 km (max 137 m³ teherrel)    | 8230 km                                                                             |
| Hossz                    | 70,6 m                             | 70,6 m                                                                              |
| Magasság                 | 19,4 m                             | 19,4 m                                                                              |
| Szárnyfesztáv            | 64,4 m                             | 64,4 m                                                                              |
| Utastér szélessége       | 6,1 m                              | 6,1 m                                                                               |
| Utazósebesség            | 913 km/h                           | 901 km/h                                                                            |
| Max. felszálló tömeg     | 378 182 kg                         | 396 900 kg                                                                          |
| Max. üzemanyag-kapacitás | 241 140 liter                      | 816 840 liter                                                                       |
| Hajtómű                  | PW4062 / GE CF6-80C2B5F            | PW4062 / Rolls-Royce RB211-524H2-T / GE CF6-80C2B5F                                 |

EC = Economy (turista osztály), BC = Business (üzleti osztály), FC = First Class (első osztály)

### Egyéb variánsok

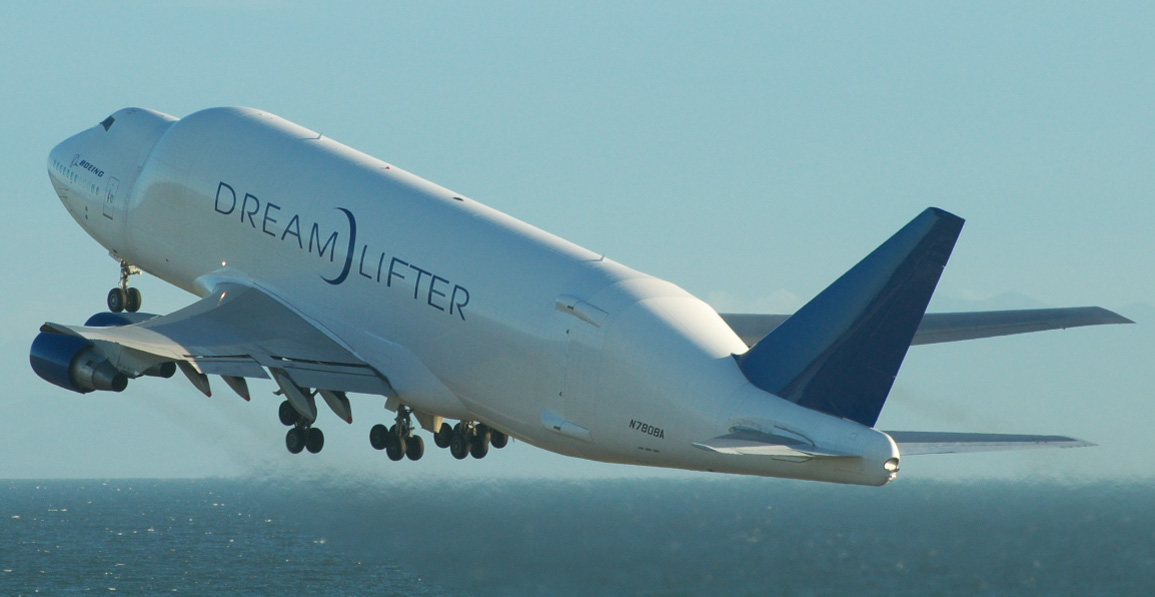
A Boeing 747–400LCF a Dreamlifter becenevet kapta

2003 októberben a Boeing bejelentette, hogy a készülő új 747–8 típus gyártásához a szükséges alkatrészek tengeren történő szállítmányozása és logisztikája túl sok időt venne igénybe, ezért használt B747-400 típusból átalakítással létrehozták a Boeing 747–400LCF variánst.
A repülőgép egy megnövelt térfogatú géptörzset kapott, így kinézete hasonló az Airbus Beluga vagy a Aero Spacelines Super Guppy rendhagyó kinézetéhez.
Az átalakítás négy darab használt jumbó felhasználásával, Tajvanon történt. Az utolsó átalakított példány 2010 januárban emelkedett a levegőbe. Az új LCF példányok egy napon belül tudják a rakományukat célba juttatni, míg korábban ugyanez a feladat hajóval akár 30 napig is tarthatott. A típus rakterének van a legnagyobb kapacitása a létező repülőgépek között, háromszor nagyobb terhet képes szállítani, mint egy 747–400F. Az LCF nem Boeing fejlesztés, így nincs a Boeing terméklistáján sem. Kifejezetten a Boeing számára készült kizárólagos használatra.

## Rendelés és átadás
| Modell változat | Rendelt | Átadott | Legnagyobb flotta  | Db |
| --------------- | ------- | ------- | ------------------ | -- |
| 747–400         | 442     | 442     | British Airways    | 55 |
| 747–400D        | 19      | 19      | All Nippon Airways | 11 |
| 747–400ER       | 6       | 6       | Qantas             | 6  |
| 747–400ERF      | 40      | 40      | Korean Air         | 8  |
| 747–400F        | 126     | 126     | China Airlines     | 21 |
| 747–400M        | 61      | 61      | KLM                | 17 |
| Összesen        | 694     | 694     |                    |    |

| Modell változat | Első üzemeltető    | Első átadás         |
| --------------- | ------------------ | ------------------- |
| 747–400         | Northwest Airlines | 1989. január 26.    |
| 747–400D        | KLM                | 1989. szeptember 1. |
| 747–400ER       | Qantas             | 2002. október 31.   |
| 747–400ERF      | ILFC               | 2002. október 17.   |
| 747–400F        | Cargolux           | 1993. november 17.  |
| 747–400M        | KLM                | 1989. szeptember 1. |

A Boeing az alábbi megrendelőknek gyártott a 747–400 családból:
| Megrendelők                  | Ország                  | 747–400 | 747–400F | 747–400M | 747–400D | 747–400ER | 747–400ERF |
| Air Canada                   | kanadai                 | 0       | 0        | 3        | 0        | 0         | 0          |
| Air China                    | kínai                   | 6       | 2        | 8        | 0        | 0         | 0          |
| Air France                   | francia                 | 7       | 0        | 5        | 0        | 0         | 2          |
| Air India                    | indiai                  | 6       | 0        | 0        | 0        | 0         | 0          |
| Air Namibia                  | namíbia                 | 0       | 0        | 1        | 0        | 0         | 0          |
| Air New Zealand              | Új-Zéland               | 4       | 0        | 0        | 0        | 0         | 0          |
| All Nippon Airways           | japán                   | 12      | 10       | 0        | 11       | 0         | 0          |
| Asiana Airlines              | Dél-Korea               | 2       | 5        | 6        | 0        | 0         | 0          |
| Atlas Air                    | amerikai                | 0       | 15       | 0        | 0        | 0         | 0          |
| British Airways              | UK                      | 57      | 0        | 0        | 0        | 0         | 0          |
| Canadian Airlines            | kanadai                 | 4       | 0        | 0        | 0        | 0         | 0          |
| Cargolux                     | Luxemburg               | 0       | 16       | 0        | 0        | 0         | 0          |
| Cathay Pacific               | hongkong                | 17      | 6        | 0        | 0        | 0         | 6          |
| China Airlines               | kínai                   | 17      | 21       | 0        | 0        | 0         | 2          |
| China Southern Airlines      | kínai                   | 0       | 2        | 0        | 0        | 0         | 0          |
| El Al Israel Airlines        | izraeli                 | 4       | 0        | 0        | 0        | 0         | 0          |
| EVA Air                      | tajvan                  | 7       | 3        | 8        | 0        | 0         | 0          |
| Garuda Indonesia             | indonéz                 | 2       | 0        | 0        | 0        | 0         | 0          |
| GECAS                        | amerikai                | 1       | 5        | 0        | 0        | 0         | 2          |
| Guggenheim Aviation Partners | amerikai                | 0       | 0        | 0        | 0        | 0         | 6          |
| ILFC                         | amerikai                | 14      | 1        | 0        | 0        | 0         | 3          |
| Jade Cargo International     | kínai                   | 0       | 0        | 0        | 0        | 0         | 6          |
| Japan Airlines               | japán                   | 34      | 2        | 0        | 8        | 0         | 0          |
| KLM                          | holland                 | 5       | 0        | 17       | 0        | 0         | 3          |
| Korean Air                   | Dél-Korea               | 27      | 10       | 1        | 0        | 0         | 8          |
| Kuwait Airways               | Kuvait                  | 0       | 0        | 1        | 0        | 0         | 0          |
| LoadAir Cargo                | Kuvait                  | 0       | 0        | 0        | 0        | 0         | 1          |
| Lufthansa                    | német                   | 25      | 0        | 7        | 0        | 0         | 0          |
| Malaysia Airlines            | maláj                   | 19      | 2        | 2        | 0        | 0         | 0          |
| Mandarin Airlines            | tajvan                  | 1       | 0        | 0        | 0        | 0         | 0          |
| Northwest Airlines           | amerikai                | 16      | 0        | 0        | 0        | 0         | 0          |
| Philippine Airlines          | fülöp-szigetek          | 3       | 0        | 1        | 0        | 0         | 0          |
| Elnöki különgép              | Egyesült Arab Emírségek | 1       | 0        | 0        | 0        | 0         | 0          |
| Qantas                       | ausztrál                | 21      | 0        | 0        | 0        | 6         | 0          |
| Saudi Arabian Airlines       | Szaúd-Arábia            | 5       | 0        | 0        | 0        | 0         | 0          |
| Singapore Airlines           | szingapúr               | 42      | 17       | 0        | 0        | 0         | 0          |
| South African Airlines       | Dél-afrikai Köztársaság | 8       | 0        | 0        | 0        | 0         | 0          |
| Thai Airways International   | Thaiföld                | 18      | 0        | 0        | 0        | 0         | 0          |
| Privát megrendelő            | –                       | 1       | 0        | 0        | 0        | 0         | 0          |
| United Airlines              | amerikai                | 45      | 0        | 0        | 0        | 0         | 0          |
| United Parcel Service        | amerikai                | 0       | 8        | 0        | 0        | 0         | 0          |
| US Army                      | amerikai                | 0       | 1        | 0        | 0        | 0         | 0          |
| UTA                          | francia                 | 1       | 0        | 1        | 0        | 0         | 0          |
| Virgin Atlantic Airways      | UK                      | 10      | 0        | 0        | 0        | 0         | 0          |
| ---------------------------- | ----------------------- | ------- | -------- | -------- | -------- | --------- | ---------- |